# Séfer Yetsirà
El Séfer Yetsirà, (en hebreu: ספר יצירה) (en català: "el llibre de la Creació") és, juntament amb el Zohar, la principal obra del misticisme jueu, la Càbala. En aquest llibre del segle ix s'hi especifiquen les relacions astrològiques, es defineixen les qualitats de les lletres i s'hi donen diferents procediments màgics i místics. És també emprat per la Càbala pràctica com un manual de meditació i d'aquest llibre s'obtenen els passos a seguir per a la creació d'un Gòlem.
Fragmenta editorial n'ha publicat una edició bilingüe hebreu-català.
1. ↑  «Llibre de la Creació». [Consulta: 6 febrer 2024].